# Barajas metróállomás
Barajas metróállomás Spanyolország fővárosában, Madridban a madridi metró 8-as vonalán.

## Metróvonalak
Az állomást az alábbi metróvonalak érintik:
- 8-as metróvonal

## Kapcsolódó állomások
A metróállomáshoz az alábbi állomások vannak a legközelebb:
- Aeropuerto T1-T2-T3 (Nuevos Ministerios, 8-as metróvonal)
- Aeropuerto T4 (Aeropuerto T4, 8-as metróvonal)